# Port-Louis (îles Malouines)
Pour les articles homonymes, voir Port-Louis.
Port-Louis est une ville du Nord-Est des îles Malouines.
Elle a été fondée par Louis-Antoine de Bougainville le 5 avril 1764 comme première colonie française sur les îles, mais a ensuite été transférée à l'Espagne en 1767 et rebaptisée Puerto Soledad.

## Histoire

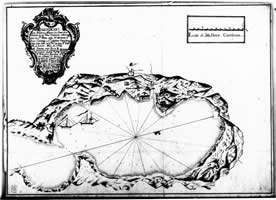
Plan de Port-Louis en 1774

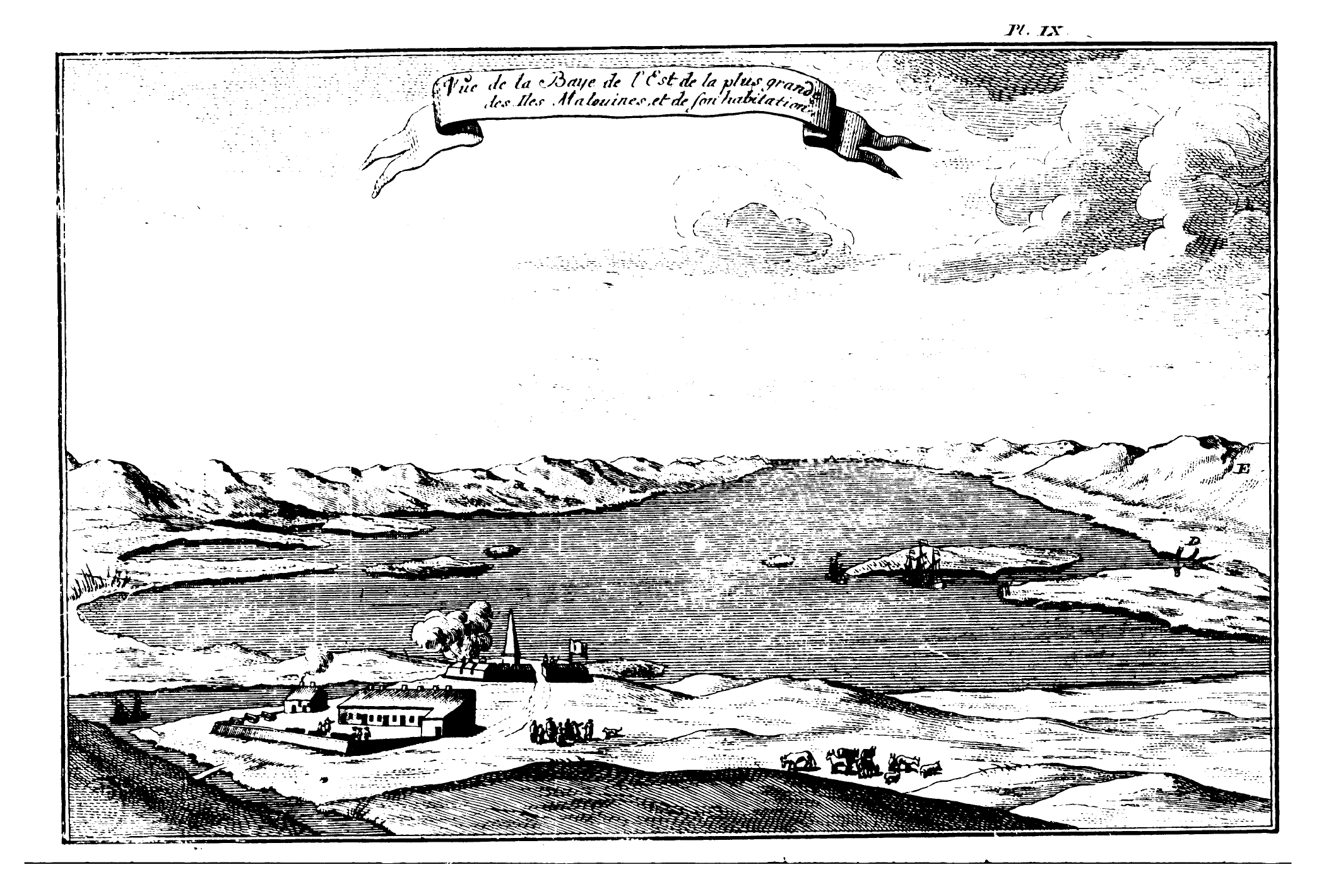
Port-Louis lors de sa période française.

La colonie connaît plusieurs changements de nom. Les premiers colons français la nomment Port-Saint-Louis, puis elle devient Puerto Soledad après sa capture par l'Espagne. Luis Vernet, lorsqu'il forme sa colonie, la nomme Puerto Luis. Les Britanniques la renomment Anson's Harbour pendant un certain temps avant de revenir une fois de plus au nom français d'origine, Port-Louis.
La ville devient pendant un certain temps la capitale espagnole des îles, revendiquées par l'Espagne et administrées depuis Montevideo comme avant-poste naval (Presidio). Les Espagnols destituent le gouverneur en 1806 et abandonnent la colonie en 1811.
En octobre 1820, à la suite des dommages causés à son navire Heroína lors d'une tempête, le colonel David Jewett (en) est contraint de s'installer dans les îles pour se réfugier à Puerto Soledad. C'est le point culminant d'un voyage désastreux de huit mois qui a vu une mutinerie et la plupart de son équipage handicapé par le scorbut et d'autres maladies. Au port, il y a une nouvelle tentative de mutinerie de la part de l'équipage qui souhaite retourner à Buenos Aires. Alors qu'un grand nombre de ses membres d'équipage sont atteints du scorbut, Jewett demande l'aide de l'explorateur britannique James Weddell pour préparer à nouveau son navire à prendre la mer.
Le 6 novembre 1820, Jewett hisse le drapeau des Provinces-Unies du Río de la Plata (aujourd'hui Argentine) à Port-Louis. Weddell est témoin de la cérémonie.
Après s'être reposé dans les îles et avoir réparé son navire, Jewett retourne enfin à Buenos Aires.
En 1823, les Provinces-Unies du Río de la Plata accordent des droits de pêche à Jorge Pacheco et au marchand hambourgeois Luis Vernet. Le partenariat de Pacheco et Vernet ne dure pas, Vernet formant une nouvelle société en 1825. Une expédition en 1826 se révèle être un échec ; les navigations vers les îles sont perturbées par un blocus brésilien et le terrain marécageux des îles empêche les Gauchos de capturer du bétail sauvage de manière traditionnelle.
En 1828, les Provinces Unies accordent à Vernet la totalité des Falkland orientales ainsi que des droits exclusifs de pêche et de chasse au phoque. La subvention comprend une clause selon laquelle, à condition qu'une colonie soit établie dans un délai de trois ans, elle serait exonérée d'impôts. S'installant dans l'ancienne capitale espagnole de Puerto Soledad, Vernet reprend l'utilisation de son nom d'origine Puerto Luis. En 1831, la colonie est établie et fait de la prospection pour de nouveaux colons, bien que le rapport du Lexington suggère que les conditions sur les îles sont assez misérables. La colonie est en grande partie archaïque et le gouvernement argentin espère que la nomination de Vernet renforcera le statut économique et politique de la colonie, compte tenu de ses vastes activités commerciales,.

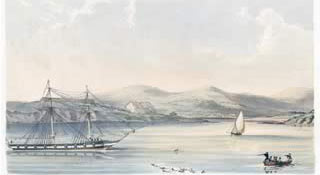
Vue de Port-Louis par AR Grieve

Vernet est bien conscient des revendications britanniques sur les îles. Avant les expéditions de 1826 et 1828, il s'adresse au consulat britannique avec la concession des Provinces-Unies et obtient leur cachet. Lors de sa visite au consulat, il exprime le souhait que si les Britanniques reviennent, ils prendraient sa colonie sous leur protection. Vernet a également fourni des rapports écrits sur l'adéquation des îles au gouvernement britannique.
Vernet utilise Puerto Luis comme base de chasse au phoque. Les Provinces-Unies lui accordent le monopole sur les îles et il réprime la chasse au phoque pratiquée par d'autres. Vernet s'emparera plus tard du navire américain Harriet pour avoir enfreint les restrictions sur la chasse au phoque. Les biens à bord du navire seront saisis et le capitaine renvoyé à Buenos Aires pour y être jugé. Vernet est également revenu pour le procès. Le consul américain dans les Provinces-Unies proteste contre les actions de Vernet, déclarant que les États-Unis ne reconnaissaient pas leur souveraineté sur les Malouines. Le consul envoie le navire de guerre USS Lexington à Puerto Luis pour reprendre les biens confisqués, ainsi que le Superior et le Breakwater qui ont également été saisis. Le Lexington détruit les armes et la poudre de Puerto Luis en 1832, un acte toléré plus tard par l'ambassadeur américain à Buenos Aires, qui déclare les îles Falkland res nullius (« libres de tout pouvoir »). Quarante colons prennent l'occasion de repartir à bord du Lexington.
Au milieu de la tourmente, les Britanniques prennent possession de la colonie en 1833. En mars-avril de la même année, Charles Darwin la visite sur le HMS Beagle.
En 1836, l'amiral George Gray mène une étude des îles et son avis est un peu plus positif sur sa tenue.
Après avoir transféré l'administration à Stanley en 1845, la ville devient un paisible établissement d'élevage de moutons, ce qu'elle est encore de nos jours.